# Comité Olímpico Japonés
El Comité Olímpico Japonés (日本オリンピック委員会 Nihon Orinpikku Iikai?, JOC, siglas en inglés) es el comité olímpico nacional en Japón que apoya el movimiento de los Juegos Olímpicos. Es una organización sin fines de lucro que selecciona los equipos, y reúne fondos para enviar a los competidores japoneses a los eventos olímpicos organizados por el Comité Olímpico Internacional (COI). El Comité Olímpico Japonés tiene su sede en la ciudad de Kioto.
El comité ha ayudado en la organización de todas las candidaturas de ciudades japonesas para albergar los Juegos Olímpicos. Japón ha organizado cuatro Juegos Olímpicos, dos de verano (Juegos Olímpicos de 1964 y los Juegos Olímpicos de 2020 en Tokio) y dos de invierno (Juegos Olímpicos de 1972 en Sapporo y los Juegos Olímpicos de 1998 en Nagano).